# Victorininos
Victorininos (Victorinini) é uma tribo de insetos da ordem Lepidoptera, família Nymphalidae e subfamília Nymphalinae, classificada por Samuel Hubbard Scudder no ano de 1893; encontrando seu local de especiação na região neotropical e com quatro gêneros distribuídos do sul dos Estados Unidos até o sul da América do Sul, incluindo o Caribe. Quem determinou a maioria dos gêneros da tribo Victorinini foi Jakob Hübner, no século XIX.

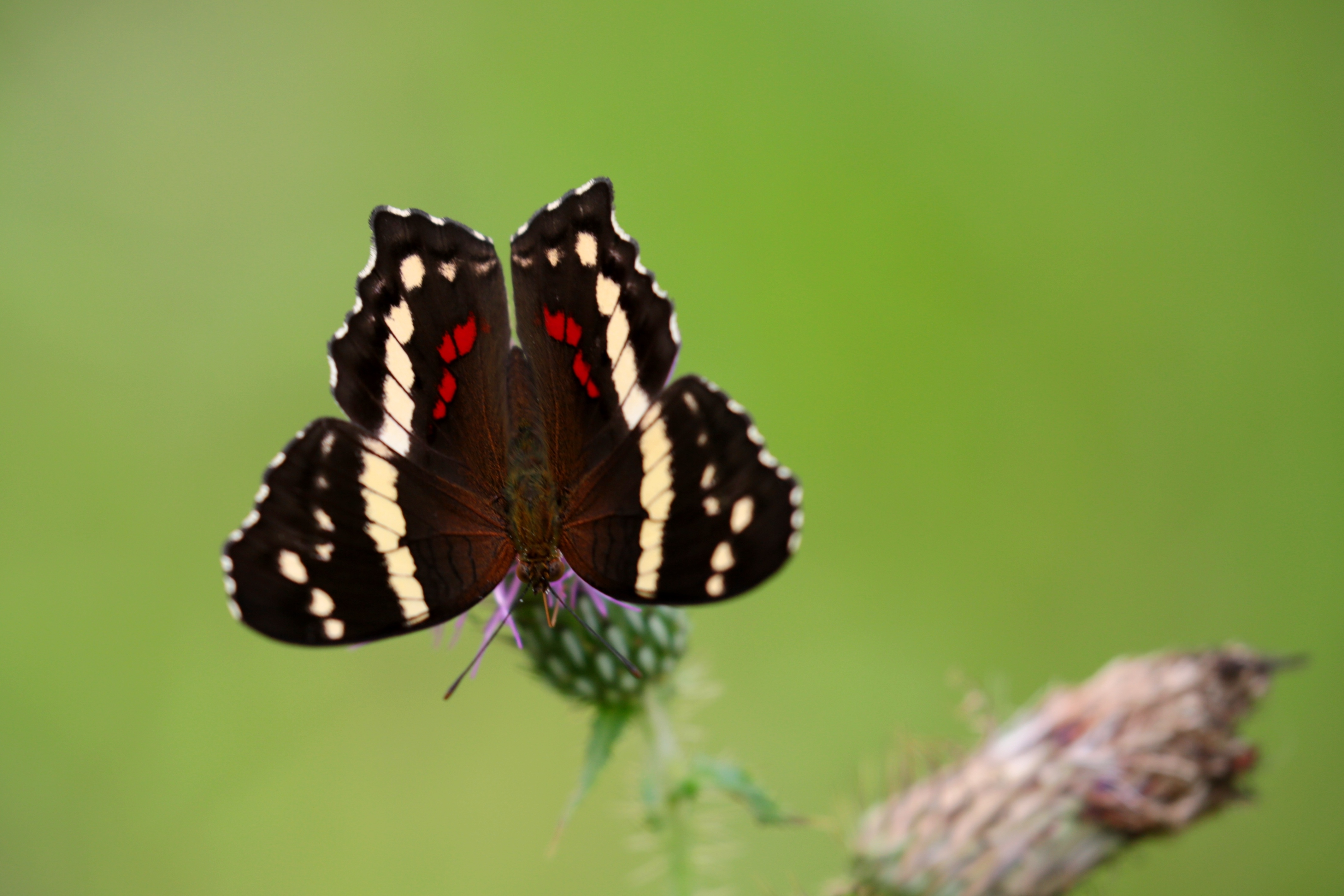
Fotografia de borboleta da espécie Anartia fatima, do México e América Central, polinizando uma flor de Cynara (Asteraceae). Também são muito atraídas por flores de Lantana.
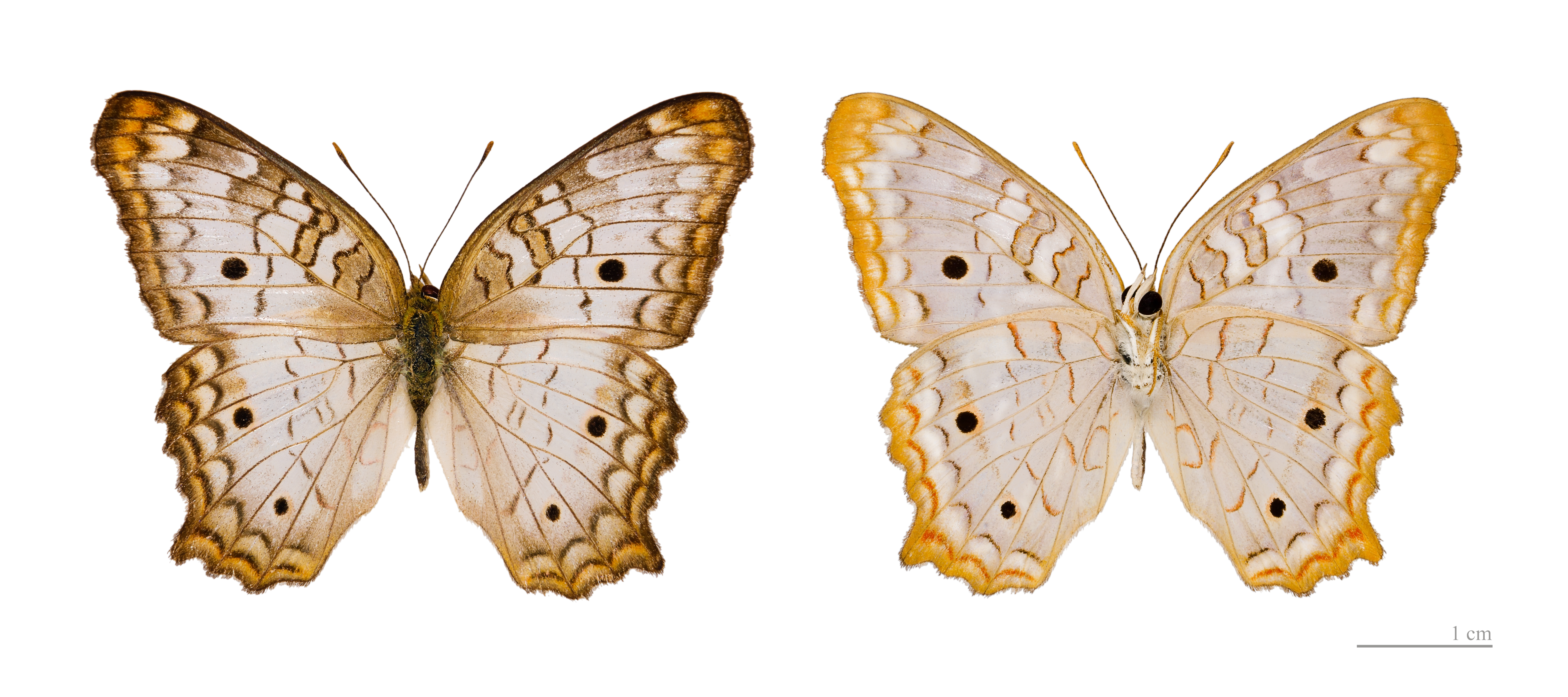
Vista superior (esquerda) e inferior (direita) da borboleta Anartia jatrophae.
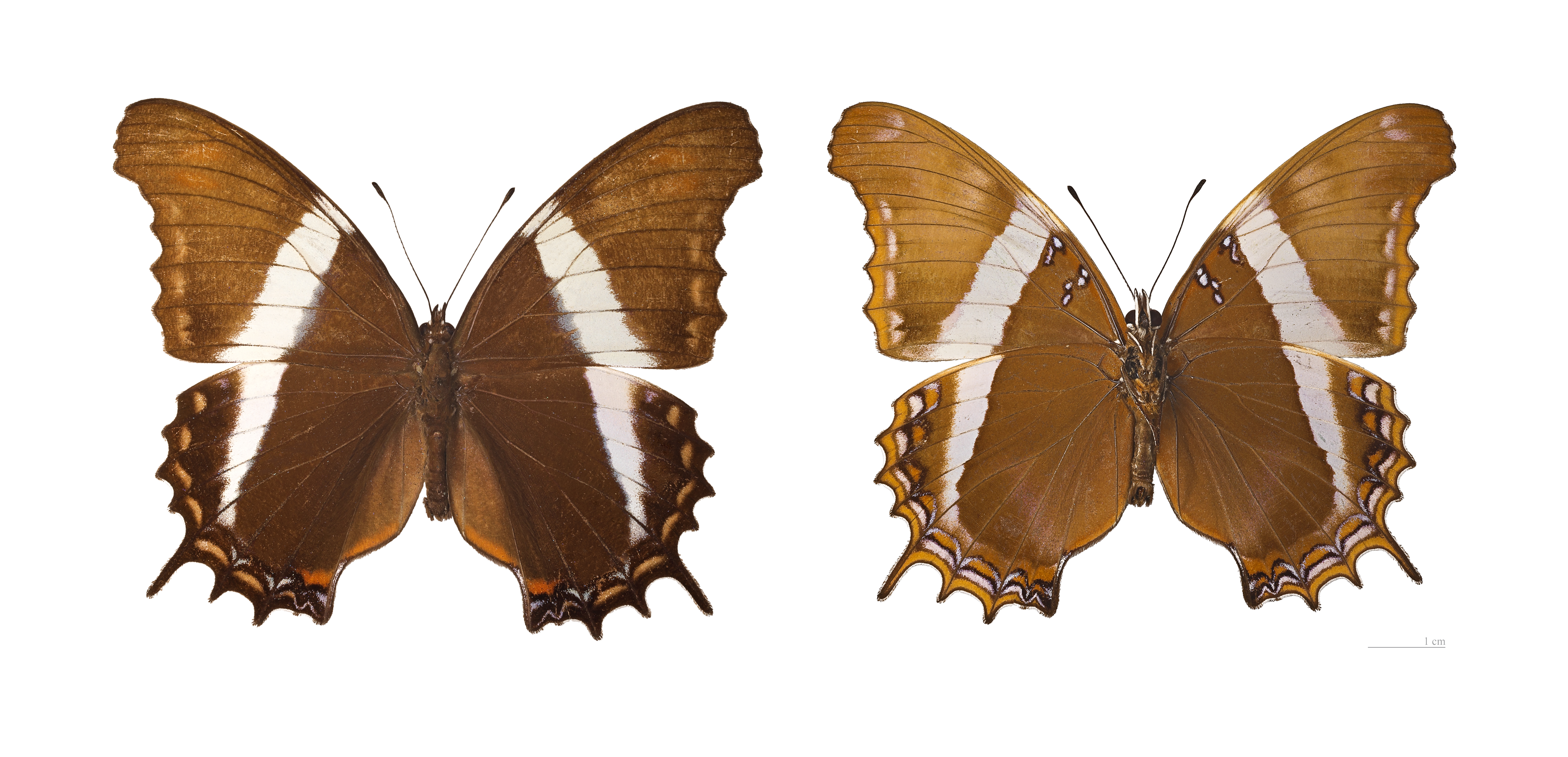
Vista superior (esquerda) e inferior (direita) da borboleta Siproeta superba.
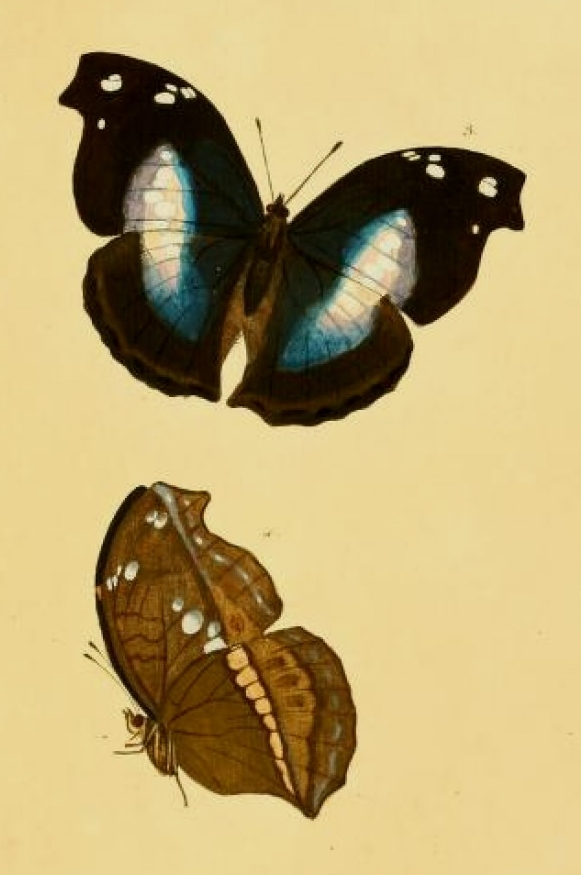
Ilustração (1806) da fêmea[6] da borboleta Napeocles jucunda, único Victorinini com reflexos azulados (mais intenso nos machos) e padrão alar de borboleta-folha.

## Gêneros de Victorinini e distribuição geográfica
De acordo com a página Butterflies of America.
- Anartia Hübner, [1819] - Encontradas do sul do Texas e Flórida (Estados Unidos) até Argentina, incluindo Caribe (Anartia chrysopelea, Cuba; Anartia lytrea, ilha de São Domingos).
- Metamorpha Hübner, [1819] (espécie de gênero monotípico: Metamorpha elissa) - noroeste da América do Sul; das Guianas até o Panamá e Bolívia.
- Napeocles Bates, 1864 (espécie de gênero monotípico: Napeocles jucunda) - Venezuela até Peru, Bolívia e Brasil (Mato Grosso; Pará).
- Siproeta Hübner, [1823] - Encontradas do México até Argentina, incluindo Caribe (Siproeta stelenes na Jamaica, ilha de São Domingos, Cuba, Porto Rico, St. Kitts, St. Croix e ilhas Cayman).

## Filogenia
Outrora os gêneros da tribo Victorinini estavam agrupados com os Kallimini (que inclui espécies do Sudeste Asiático como Kallima inachus e Doleschallia bisaltide), mas se descobriu que a tribo Kallimini era parafilética. Os relacionamentos entre os gêneros de Victorinini, de acordo com o lepidopterologista Niklas Wahlberg, são um pouco ambíguos e necessitam maior estudo, parecendo que Napeocles está bem próximo de Siproeta (em análise molecular de ADN) e que Metamorpha constitui grupo irmão de Anartia.